# 15673 Chetaev
15673 Chetaev eller 1978 PV2 är en asteroid i huvudbältet som korsar Mars omloppsbana. Den upptäcktes 8 augusti 1978 av den rysk-sovjetiske astronomen Nikolaj Tjernych vid Krims astrofysiska observatorium på Krim. Den har fått sitt namn efter Nikolaj Gurjevitj Tjetajev.
Asteroiden har en diameter på ungefär två kilometer.